# ナンブイヌナズナ
ナンブイヌナズナ（南部犬薺、学名：Draba japonica ）は、アブラナ科イヌナズナ属の多年草 。

## 特徴
全草に星状毛がある。茎は下部で分枝して株状になり、花のつく茎の高さは5-10cmになり、花のつかない茎はやや伸びる。茎につく葉は無柄で、長さ4-15mm、幅2-6mmの広倒披針形になり、先端は鋭形、縁は全縁または鋸歯があり、両面と縁に星状毛、2分岐毛、単純毛が生える。
花期は6-8月。茎の先端に総状花序を出し、黄色の花を数個-10数個つける。花柄は花序から斜めに出て、花柄には毛がある。花は黄色の4弁花で、花弁は長さ4.5-5mmの広倒卵形で先端はへこむ。萼片は4個あり、楕円形で花弁より短い。雄蕊は6個あり、うち4個が長い。雌蕊は1個で花柱の長さは0.2-0.5mm。花序は結実の頃伸びて、扁平で長さ3.5-6mmの楕円形から倒卵状楕円形の短角果をつける。短角果の両面は無毛か短毛があり、先端に花柱を残す。種子には付属体がつかない。

## 分布と生育環境
日本固有種。北海道の夕張山地の夕張岳、日高山脈北部の戸蔦別岳、本州の北上山地の早池峰山に分布し、高山帯の超塩基性岩の崩壊地や岩礫地に生育する。

## 名前の由来
ナンブイヌナズナのナンブは発見地である岩手県の南部地方からつけられた。夕張岳産のものはユウバリナズナと区別されたことがあった。

## 保全状況評価
絶滅危惧IB類 (EN)（環境省レッドリスト）

## ギャラリー
- 岩礫地に生育する。
- 果実が裂開した頃。